# Sungai Petani
Sungai Petani è una città della Malaysia situata nello Stato di Kedah, capoluogo del Distretto di Kuala Muda.